# Maria Centracchio
Maria Centracchio (Castel di Sangro, 28 de setembro de 1994) é uma judoca italiana, medalhista olímpica.

## Carreira
Centracchio esteve nos Jogos Olímpicos de Verão de 2020 em Tóquio, onde participou do confronto de peso meio-médio, conquistando a medalha de bronze após derrotar a neerlandesa Juul Franssen.